# Wika
Wika albo TGK (ros. твердотопливный генератор кислорода, generator tlenu na paliwo stałe) – generator tlenu przeznaczony do lotów kosmicznych. W nomenklaturze NASA określana jest mianem SFOG (ang. solid-fuel oxygen generator, generator tlenu na paliwo stałe). Jest to rodzaj chemicznego generatora tlenu. Używany był na pokładzie stacji kosmicznej Mir oraz na Międzynarodowej Stacji Kosmicznej. Został zaprojektowany przez Roskosmos jako uzupełnienie dla systemów Elektron na stacji Mir. Moduł generatora Wika, nazywany często świeczka ze względu na swój kształt, zawiera około litra nadchloranu litu i zapewnia zapas tlenu dla jednej osoby na 24 godziny. Po zatwierdzeniu użycia Wiki na pokładzie ISS zaczęto używać nazwy NASA SFOG, czasem używany jest także rosyjski akronim TGK.

## Zasada działania
Wika to generator typu „świeca tlenowa”. Tego typu urządzenia zawierają mieszankę chemiczną z dodatkiem opiłków żelaza. Mieszanina, po zapaleniu, zaczyna się tlić, inicjując egzotermiczną reakcję chemiczną – rozkład termiczny, w której żelazo podtrzymuje temperaturę. W jej wyniku dochodzi do uwolnienia tlenu. Świece tlenowe w zależności od użytej mieszanki mogą być przechowywane bardzo długo – często wiele lat. Ujemną stroną takich rozwiązań jest wysoka temperatura, wymagająca dobrej izolacji cieplnej urządzenia – w niektórych typach świec tlenowych temperatura reakcji sięga 600 °C. Dodatkowo zainicjowanej reakcji nie można zatrzymać i cała świeczka musi się „wypalić”.

## Wika na stacji Mir

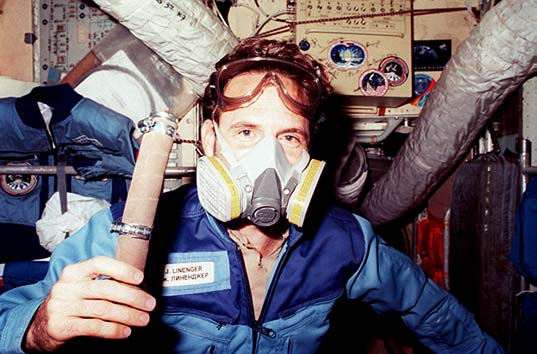
Astronauta Jerry Linenger w masce 3M-6200 z wkładem 6006 po pożarze wywołanym przez Wikę na pokładzie stacji Mir w 1997 roku. W ręku trzyma świeczkę.

Generatory Wika używane były, kiedy na pokładzie stacji Mir znajdowały się więcej niż trzy osoby. Do funkcjonowania Wiki potrzebne są pojemniki z paliwem, dowożone na stację bezzałogowymi transportowcami, takimi jak Progress M-34, który w 1997 roku wyniósł 60 takich zbiorników. W przypadku awarii Wiki i Elektronu załoga zmuszona byłaby do korzystania z ograniczonych zapasów tlenu w butlach.
W lutym 1997 roku miała miejsce awaria generatora Wika na pokładzie Mira. Doszło do zapłonu, a świeczka pluła jak palnik iskrami i stopionym metalem we wnętrzu jednego z modułów. Członek załogi stacji stwierdził, że ogień płonął jak „wściekła pochodnia”. Pożar trwał ok. 14 minut i odciął kosmonautom drogę ucieczki do zacumowanego do stacji statku Sojuz. Ostatecznie ogień udało się ugasić, a nikt z załogi nie ucierpiał. Dokładnej przyczyny awarii generatora nie udało się ustalić, ponieważ został całkowicie zniszczony. Podejrzewa się jednak, że przyczyną zapłonu był strzęp gumowej rękawicy, w jakich przygotowywano urządzenie do działania. Pomimo tego wypadku NASA zdecydowała się na wykorzystanie Wiki jako zapasowego systemu produkcji tlenu na pokładzie planowanej Międzynarodowej Stacji Kosmicznej. Zanim dopuszczono go do użytku na ISS, zarówno Rosjanie, jak i Amerykanie przeprowadzili wspólne prace, mające zapobiec takim przypadkom w przyszłości.

## Wika na pokładzie Międzynarodowej Stacji Kosmicznej
Na pokładzie ISS Wika wykorzystywana jest jako system zapasowy dla systemu Elektron. Ta wersja generatora zawiera wymienialny pojemnik w kształcie walca z cienkiej stali, zawierający podzielony na trzy części wkład na bazie nadchloranu litu. Dwie części to tabletki mieszaniny chemicznej, trzecia zaś to tabletka zapalająca. Jej odpalanie następuje przy pomocy iglicy w czasie aktywacji urządzenia. Jeden pojemnik może uwolnić 600 litrów tlenu i pali się przez 5–20 minut w temperaturze 450–500 °C. Tlen jest następnie schładzany i filtrowany, a potem uwalniany do obiegu w atmosferze stacji.